# Vega-Bremiker

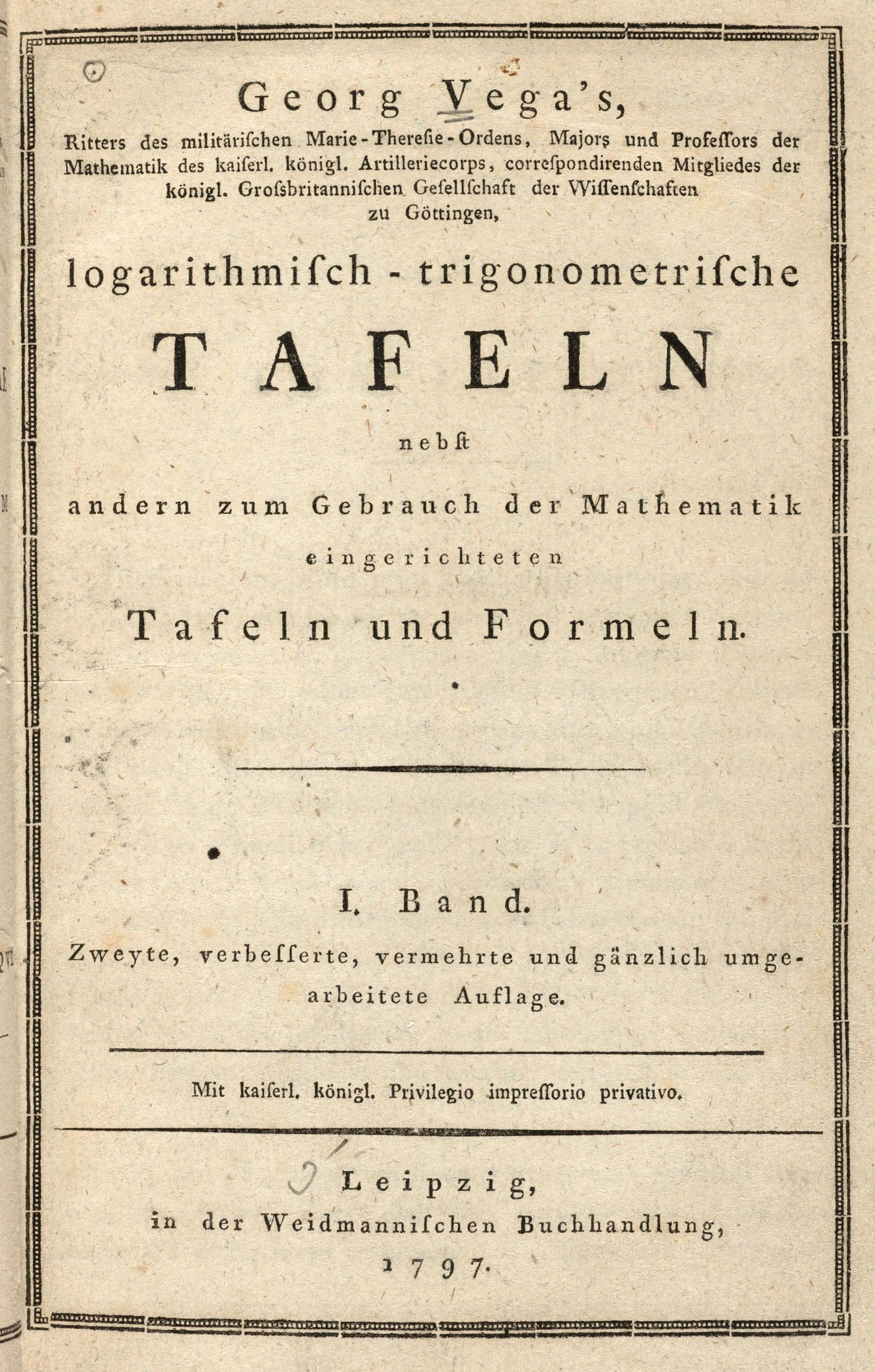
Logarithmisch-trigonometrische Tafeln, 1797

Eines der wichtigsten Tafelwerke für Technik und Wissenschaft war über lange Zeit der Vega-Bremiker, verlegt von der Weidmannschen Buchhandlung.
Die zugrunde liegenden siebenstelligen Logarithmentafeln wurden um 1795 vom slowenischen Mathematiker und kaiserlichen Offizier Jurij Vega (bekannter unter Georg Freiherr von Vega) berechnet und stellten in der von Carl Bremiker bearbeiteten Form bis etwa 1970 die in Europa meistbenutzte logarithmische Rechenhilfe hoher Genauigkeit dar. Erst in den 1970er Jahren wurde sie durch die langsam aufkommenden elektronischen Taschenrechner nach und nach verdrängt.
Vega erkannte den Vorteil von siebenstelligen Tafeln darin, dass sie einen idealen Kompromiss zwischen hoher Rechengenauigkeit und noch nicht zu langwierigem Interpolieren zwischen den Tafelwerten darstellen. Da der Mathematiker auch als Lehrer und Ingenieur mit der Rechenpraxis bestens vertraut war, wählte er das Tafelintervall (für die Winkelfunktionen 1" bzw. 10") so aus, dass eine hohe Effektivität das Ergebnis war in der Austauschbeziehung zwischen einfachem/umständlichem Nachschlagen und langwieriger/schneller Interpolation.
Außerdem war das Tafelwerk buchbinderisch in sehr haltbarem Einband gefertigt, der gut in der Hand liegt und z. B. im Studienbetrieb an Technischen Hochschulen oder in der Praxis geodätischer Berechnungen eine jahre- bis jahrzehntelange Verwendbarkeit sicherstellte. Die große Zahl an gut erhaltenen Exemplaren in den Antiquariaten belegt diese Vorzüge des Werks.
Der Originaltitel der Ausgabe 1797 lautet Logarithmisch-trigonometrische Tafeln, nebst anderen zum Gebrauch der Mathematik eingerichteten Tafeln und Formeln und erschien noch in zwei Bänden. Die meistbenutzten Auflagen 75–100, verkürzt auch „Vega-Bremiker“ genannt, (ab 1856 und zuletzt mehrmals zwischen 1940 und ca. 1965, auch Nachdrucke) vereinigten beide Bände in einem einzigen, allerdings sehr solide gebundenen Tafelwerk von etwa 4 cm Dicke. Der Druck auf leichtem, rauem Papier war ein zusätzlicher Vorteil für die Benutzer.